# عثمان العاقب
عثمان حسن العاقب (انگلیسی: Othman Al-Aqib؛ زادهٔ ۱۷ ژانویهٔ ۱۹۹۱) یک بازیکن فوتبال اهل قطر است.